# 学校法人川島学園 (鹿児島県)
学校法人川島学園（がっこうほうじんかわしまがくえん）は、鹿児島県鹿児島市五ケ別府町に本部を置く学校法人。中学校、高等学校、専門学校を運営する学校設置者である。学園本部は鹿児島実業高等学校の敷地内に所在する。

## 沿革
- 1916年（大正5年）10月19日 - 私立鹿児島実業中学館を鹿児島市番所小路に設置。
- 1947年（昭和22年）12月19日 - 財団法人川島学園設立を認可される。
- 1948年（昭和23年）4月1日 - 私立鹿児島実業学校から鹿児島実業高等学校に改める。
- 1951年（昭和26年）2月27日 - 財団法人から学校法人になる。
- 1964年（昭和39年）4月1日 - 鹿児島実業高等学校川内分校を設置。
- 1968年（昭和43年）10月19日 - 川内分校を川内実業高等学校に改称。
- 1970年（昭和45年）10月19日 - 電気工事士専門学校設置認可。
- 1970年（昭和45年）11月2日 - 鹿児島測量専門学校設置認可。
- 1971年（昭和46年）4月1日 - 志布志実業高等学校を設置。
- 1980年（昭和55年）4月1日 - 鹿児島電気工事士専門学校を鹿児島工科専門学校に改称。
- 1985年（昭和60年）4月1日 - 川内実業高等学校に併設される形で川内中学校を設置。
- 1989年（平成元年）4月1日 - 川内実業高等学校をれいめい高等学校、川内中学校をれいめい中学校と改称。同時に中学校が男女共学となる。
- 1995年（平成7年）4月1日 - 学園本部及び鹿児島実業高等学校を五ケ別府町に移転する。同時に鹿児島実業高等学校が男女共学となる。
- 1996年（平成8年）4月1日 - 鹿児島工科専門学校をKUCユニバーサルカレッジに改称。
- 1997年（平成9年）4月1日 - 志布志実業高等学校を尚志館高等学校に改称。
- 2007年（平成19年）4月1日 - KUCユニバーサルカレッジを鹿児島工学院専門学校に改称。
- 2009年（平成21年）4月1日 - 鹿児島測量専門学校を鹿児島建設専門学校に改称。

## 所属学校
中学校・高等学校
- 鹿児島実業高等学校
- れいめい中学校・高等学校
- 尚志館高等学校

専門学校
- 鹿児島工学院専門学校
- 鹿児島建設専門学校

## 参考資料
- 学園の歴史/学校法人川島学園　本部より一部引用。

## 公式サイト
- 学校法人川島学園 本部